# Balloon - Il vento della libertà
Balloon - Il vento della libertà (Ballon) è un film tedesco del 2018 diretto da Michael Bully Herbig.

## Trama
Estate 1979. Le famiglie Strelzyk e Wetzel vogliono fuggire dalla Germania Est per trovare libertà in quella Ovest. Le due famiglie hanno elaborato un audace piano per cui, per riuscire nel loro intento, devono attraversare il confine di notte a bordo di una mongolfiera da loro realizzata; poco prima della partenza però Günter Wetzel ritiene il piano troppo avventato, abbandonando l'idea e lasciando la mongolfiera alla famiglia Strelzyk, che decide di partire. Quando le condizioni meteorologiche sono a loro favorevoli i quattro componenti della famiglia si librano in volo, ma prima di giungere a destinazione, a meno di 200 metri dal confine, la mongolfiera ha un incidente; i quattro ritornano a casa, abbandonando l'aerostato nel bosco e cercando di non lasciare indizi che possano ricondurli a loro. La Stasi trova però le tracce della tentata fuga e inizia immediatamente un'indagine, costringendo le due famiglie a una corsa contro il tempo.